# شکل‌دهی حرارتی خلأ
سازه‌ها و پمپ‌های خلاء در روش‌های تولید وسیعی از قالب ریزی و ریخته‌گری گرفته تا روپوش‌گذاری و شکل‌دهی ممکن است به کار گرفته شود. قالب ریزی خلاء (Vacuum Molding)، ریخته‌گری با قالب خلاء دائم (Vacuum Permanent Mold Casting)، روپوش‌گذاری سیم‌ها و کابل‌ها (Wire and Cable Coating) و شکل دهی حرارتی خلاء (Vacuum Thermoforming) همگی روش‌هایی هستند که در آن‌ها از پمپ‌های خلاء استفاده می‌شود.
ریخته‌گری و قالب‌ریزی دو روش تولیدی هستند که به صورت عمده در روش‌های ساخت قطعات به کار گرفته می‌شوند. در عین حال، نباید فرایند شکل‌دهی حرارتی را با این دو فرایند اشتباه گرفت. شکل‌دهی حرارتی، فرایندی ست که در آن یک ورق نازک ترموپلاستیک گرمادیده می‌شود و به شکل مورد نظر ما درمی‌آید.
این فرایند عمدتاً در ساخت قطعات بسته‌بندی مواد غذایی و هم‌چنین ساختن بعضی قطعات بزرگ مانند وان حمام، پنجره-های سقفی مشبک یا آستر داخلی درب‌های یخچال به کار می‌رود.

## معرفی فرایند

شکل‌دهی حرارتی از دو مرحلهٔ مهم تشکیل شده‌است: ۱) حرارت دادن ۲) شکل‌دهی. شکل‌دهی حرارتی خلاء به عنوان یکی از سه دستهٔ متفاوت شکل‌دهی حرارتی مهم‌ترین دستهٔ آن می‌باشد.
شکل‌دهی پرفشار و شکل‌دهی مکانیکی دو دستهٔ دیگر از فرایندهای شکل‌دهی حرارتی می‌باشند. در شکل‌دهی پرفشار با گسترش ورق پیش گرم شده توسط ایجاد فشار هوا در پشت ورق پیش‌گرم شده، شکل قالب بر روی ورق ترموپلاستیک ایجاد می‌شود.
در شکل‌دهی مکانیکی، دو طرف ورق ترموپلاستیک پیش‌گرم شده بر روی محور عرضی حرکت کرده و با حرکت فک‌ها به سمت پایین به سطح قالب چسبانده می‌شود و از این طریق شکل قالب را به خود می‌گیرد.
شکل‌دهی خلاء حرارتی، اولین فرایند شکل‌دهی حرارتی بود که استفاده از آن در دههٔ ۱۹۵۰ توسعه پیدا کرد. در این فرایند برای کشیدن ورق پیش گرم شده به سمت سطح قالب، از اعمال فشار منفی استفاده می‌شود. این فشار منفی توسط پمپی خلاء که هوا را از طریق سوراخ‌هایی می‌مکد ایجاد می‌شود. در تعیین قطر این سوراخ‌ها باید دقت نظر به خرج داد تا مقداری از پلاستیک پیش‌گرم شده از این سوراخ‌ها خارج نشوند و سوراخ‌ها بر روی شکل جزء نهایی این فرایند تأثیرگذار نباشند. معمولاً این سوراخ‌ها با در نظر گرفتن چنین ملاحظاتی به قطر ۰٫۸ میلی‌متر انتخاب می‌کنند.
جنس قالب‌ها می‌تواند از چوب باشد. چوب یک مادهٔ نسبتاً ارزان است و می‌تواند توسط استفاده‌کننده به راحتی طراحی و تغییر داده شود. در انتخاب جنس قالب باید این نکته را در نظر داشت که هر قالبی با توجه به بزرگی و شکل خود، در تعداد دفعات محدودی می‌تواند مورد استفاده قرار بگیرد. در نتیجه استفاده از موادی که خاصیت بازیافت‌پذیری دارند، هزینه‌ها را تا حد زیادی کاهش می‌دهد.

## مزیت‌ها و مشکلات فرایند
به‌طور کلی مشکلات استفاده از شکل‌دهی، امکان پارگی و جدایش پلاستیک یا نازک شدن موضعی آن است. شکل‌دهی حرارتی خلاء نیز به به عنوان یکی از همین فرایندهای شکل‌دهی از این قاعده مستثنا نیست.
هم‌چنین مزیت استفاده از شکل‌دهی حرارتی پرفشار در برابر شکل‌دهی حرارتی خلاء این است که در شکل‌دهی حرارتی پرفشار، فشار بالای اعمال شده بر روی ورق پیش‌گرم شده، امکان محلول شدن گاز در پلاستیک و تشکیل حباب درون آن را بالا می‌برد. در صورتی‌که در شکل‌دهی حرارتی خلاء، به دلیل فشار کم، احتمال انحلال گازهای اطراف ورق در آن بسیار کم و ناچیز است.
یک راه برای بهتر کردن توزیع همگن در شکل‌دهی پرفشار این است که در ورق ترموپلاستیک قبل از پرس شدن بر روی قالب، پیش‌تنش ایجاد کرد. این پیش‌تنش می‌تواند توسط جابجا شدن طولی فک‌ها از هم، یا به وسیلهٔ دادن تنش حرارتی ایجاد شود.
در انتخاب بین روش‌های شکل‌دهی حرارتی پرفشار و شکل‌دهی حرارتی خلاء باید این نکته را در نظر داشت که در روش شکل‌دهی خلاء سطح بیرونی پلاستیک، دقیقاً شکل قالب را به خود می‌گیرد و سطح درونی آن، به صورت تقریبی مانند قالب می‌شود و در انتهای فرایند ممکن است نیاز به اصلاحاتی در سطح درونی آن وجود داشته باشد. بالعکس؛ در شکل‌دهی پرفشار، سطح درونی شکل دقیق قالب را به خود می‌گیرد و سطح بیرونی نیاز به اعمال اصلاحات نهایی دارد.

## کاربردهای رایج
این فرایند عمدتاً در ساخت قطعات بسته‌بندی مواد غذایی استفاده می‌شود. جنس این قطعات عمدتاً از ترموپلاستیک‌هایی-ست که ضرر خوراکی نداشته باشند. نظیر اتیلن وینیل الکل (EVOH)،پلی اتیلن (PE)، پلی آمید (PA)، پلی اتیلن تریفتالات (PET)، پلی پروپیلن (PP)، پلی استیرن (PS)، پلی وینیل کلرید (PVC)، پلی وینیلدن کلرید (PVdC) استفاده می‌شود.
علاوه بر استفاده در صنعت بسته‌بندی مواد غذایی، تولیدکنندگان تجهیزات اصلی (OEMs) با استفاده از اجزاء سنگین و بزرگ شکل‌دهی شده¬ با پمپ خلاء به نرخ تولیدی در حدود ۲۵۰ تا ۳۰۰۰ واحد در سال دست می‌یابند. اجزاء شکل‌دهی شده با پمپ خلاء می‌توانند به جای ورق فلزی ساخته‌شده پیچیده، فایبرگلس، تزریق پلاستیک استفاده شود. مثال‌های رایج صنعتی آن را می‌توان کیوسک‌ها، خودپردازها، محفظهٔ دستگاه‌های ام آر آی، پوشش روی موتور در کابین کامیون‌ها، اجزاء نشیمن در واگن‌های قطار دانست. اجزاء شکل‌دهی شده با پمپ خلاء در صنعت سرگرمی نیز به کار گرفته می‌شوند. مانند ماسک‌ها و ماشین‌های RC.
هم‌چنین کانسپت شکل‌دهی خلاء در طراحی سه‌بعدی تجهیزات الکترونیکی و آی سی‌ها نیز استفاده می‌شود. به این صورت که هادی لایه نازکی با گرما تبخیر شده و به وسیلهٔ ایجاد خلاء به سطح یک مکعب می‌چسبد و بر روی آن انجماد صورت می‌گیرد.
در واقع، در صنعت برای ساخت اجسام بزرگ‌تر و پیچیده‌تر، از هیچ‌کدام از این روش‌های شکل‌دهی به صورت مستقل استفاده نمی‌شود. بلکه عمدتاً می‌توان از ترکیب این روش‌ها استفاده کرد.
برای اجسام پیچیده ترکیب روش شکل‌دهی خلاء و شکل‌دهی مکانیکی و هم چنین شکل‌دهی پرفشار به این صورت استفاده می‌گردد که «در ابتدا توسط پمپ خلاء و در جهت مخالف حرکت محور عرضی، ورق پی‌گرم شده، جهت انحنا و شکل کلی قالب را به خود می‌گیرد. سپس با حرکت محور عرضی، ورق پیش‌گرم بر روی قالب پرس شده و شکل سطح آن را به خود خواهد گرفت. این دو فرایند دارای تقدم و تأخر نبوده و تقریباً هم‌زمان بر روی ورق ترموپلاستیک انجام می‌شوند. در نهایت نیز، پس از اعمال این دو فرایند و هنگامیکه ورق ترموپلاستیک تا حد خوبی شکل قالب را به خود گرفت، بالای آن فشار هوا برگدانده می‌شود و شکل نهایی قطعه با دقت بسیار بالا برابر شکل قالب خواهد شد.